# Кіст (Баварія)
Кіст (нім. Kist) — громада в Німеччині, розташована в землі Баварія. Підпорядковується адміністративному округу Нижня Франконія. Входить до складу району Вюрцбург. Центр об'єднання громад Кіст.
Площа — 3,87 км2. Населення становить 2661 ос. (станом на 31 грудня 2020).